# Montigny-devant-Sassey
Montigny-devant-Sassey település Franciaországban, Meuse megyében. Lakosainak száma 131 fő (2022. január 1.). Montigny-devant-Sassey Tailly, Wiseppe, Beauclair, Halles-sous-les-Côtes, Mont-devant-Sassey, Saulmory-et-Villefranche és Villers-devant-Dun községekkel határos.

## Népesség
A település népességének változása:
| Lakosok száma | 184  | 115  | 137  | 145  | 129  | 123  | 117  | 111  | 118  | 131  |
|               | 1968 | 1982 | 1990 | 2006 | 2013 | 2015 | 2017 | 2019 | 2020 | 2022 |